# Николо-Берлюковская пустынь
Нико́ло-Берлюко́вская пу́стынь (Нико́ло-Берлюко́вский монасты́рь) — мужской монастырь Балашихинской епархии Русской православной церкви, расположенный на окраине деревни Авдотьино Богородского городского округа (ранее Ногинского района) Московской области, на левом берегу реки Вори (притока Клязьмы), в 42 километрах к северо-востоку от Москвы.

## История монастыря

### Предыстория: XVII — начало XVIII веков
В 1606 году на месте будущей Николо-Берлюковской пустыни поселился иеромонах Варлаам, пришедший сюда из разорённого поляками в период Смуты соседнего Стромынского Успенского монастыря. Название будущей пустыни — Берлюковская — народное предание связывает с именем разбойника Берлюка (это прозвище переводится как «волк», «зверь» или «человек с суровым характером»). На месте будущего монастыря в это время находилось кладбище.
Согласно преданию, из Успенского Предтеченского монастыря к Варлааму пришли две старицы — игуменья Евдокия и казначея Иулиания; они принесли с собой древнюю икону Николая Чудотворца, которую Варлаам поставил в специально срубленной деревянной часовне Николая Чудотворца. Через некоторое время их стараниями и благодаря помощи окрестных жителей на месте этой часовни был воздвигнут каменный храм во имя Святителя Николая Чудотворца.
В начале 1701 года храм стал подворьем московского Чудова монастыря. Сразу после этого сюда прибыли несколько человек братии во главе с настоятелем Пахомием. В том же году на пожертвования московского купца Викулы Мартынова выстроен новый каменный храм во имя Николая Чудотворца.

### Основание обители и её история с 1719 года доОктябрьской революции

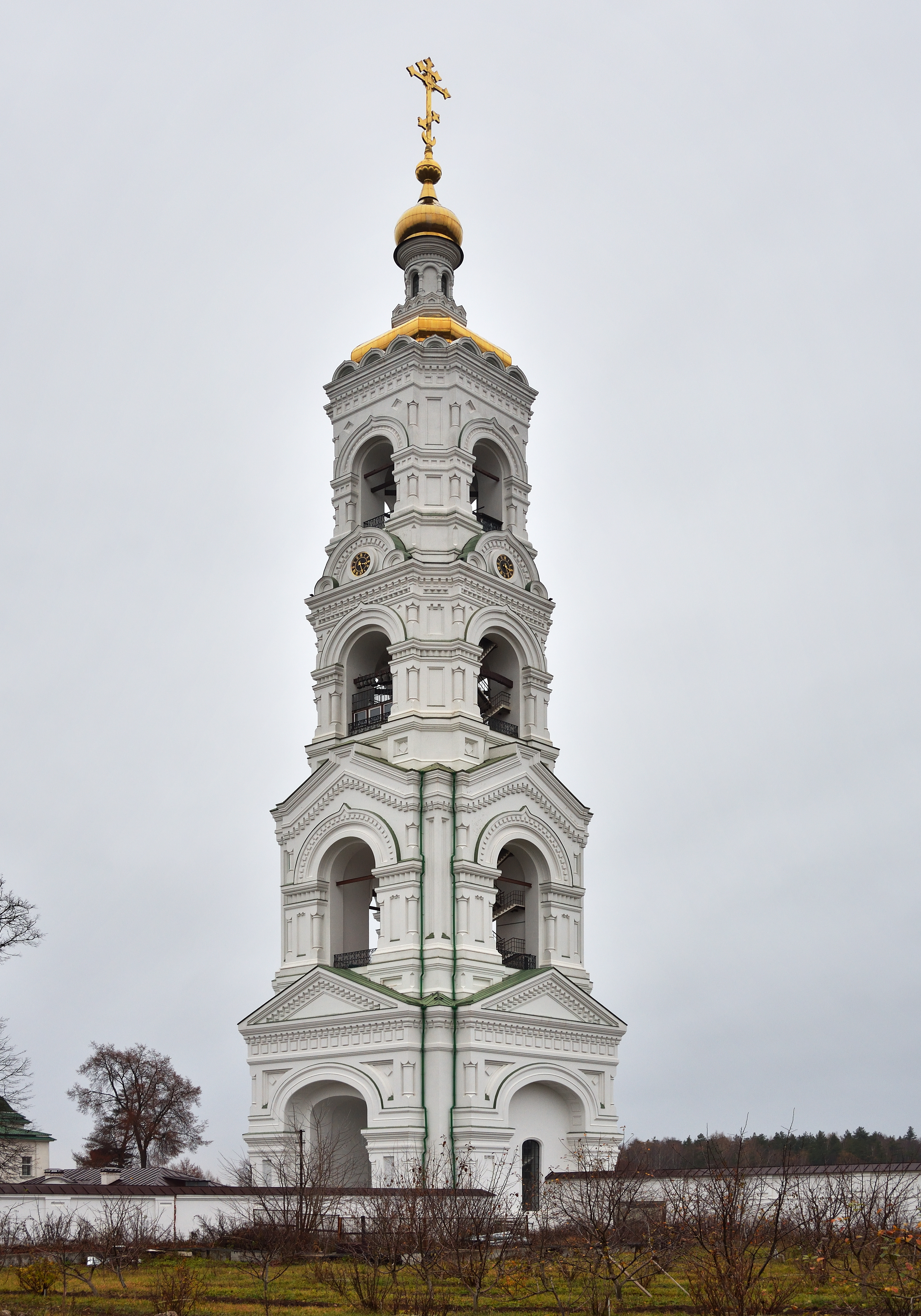
Одна из самых высоких колоколен Подмосковья и возможно самая красивая. Николо-Берлюковский монастырь

В 1719 году церковь святителя Николая Чудотворца становится главным храмом новой обители — Николо-Берлюковской пустыни, которая спустя некоторое время была изъята из ведения Чудова монастыря и приписана к Стромынскому Успенскому монастырю. Первым настоятелем пустыни назначен иеромонах Диодор.
С октября 1731 до апреля 1734 года настоятелем обители был иеромонах Иосия (Самгин), поручителями которого были царевны Мария и Феодосия, кровные старшие сёстры Петра Великого. В апреле 1734 года иеромонах Иосия, у которого были найдены различные запрещённые рукописи, был лишён сана, бит кнутом с вырезанием ноздрей и выслан на Камчатку, а обитатели монастыря распределены по другим монастырям.

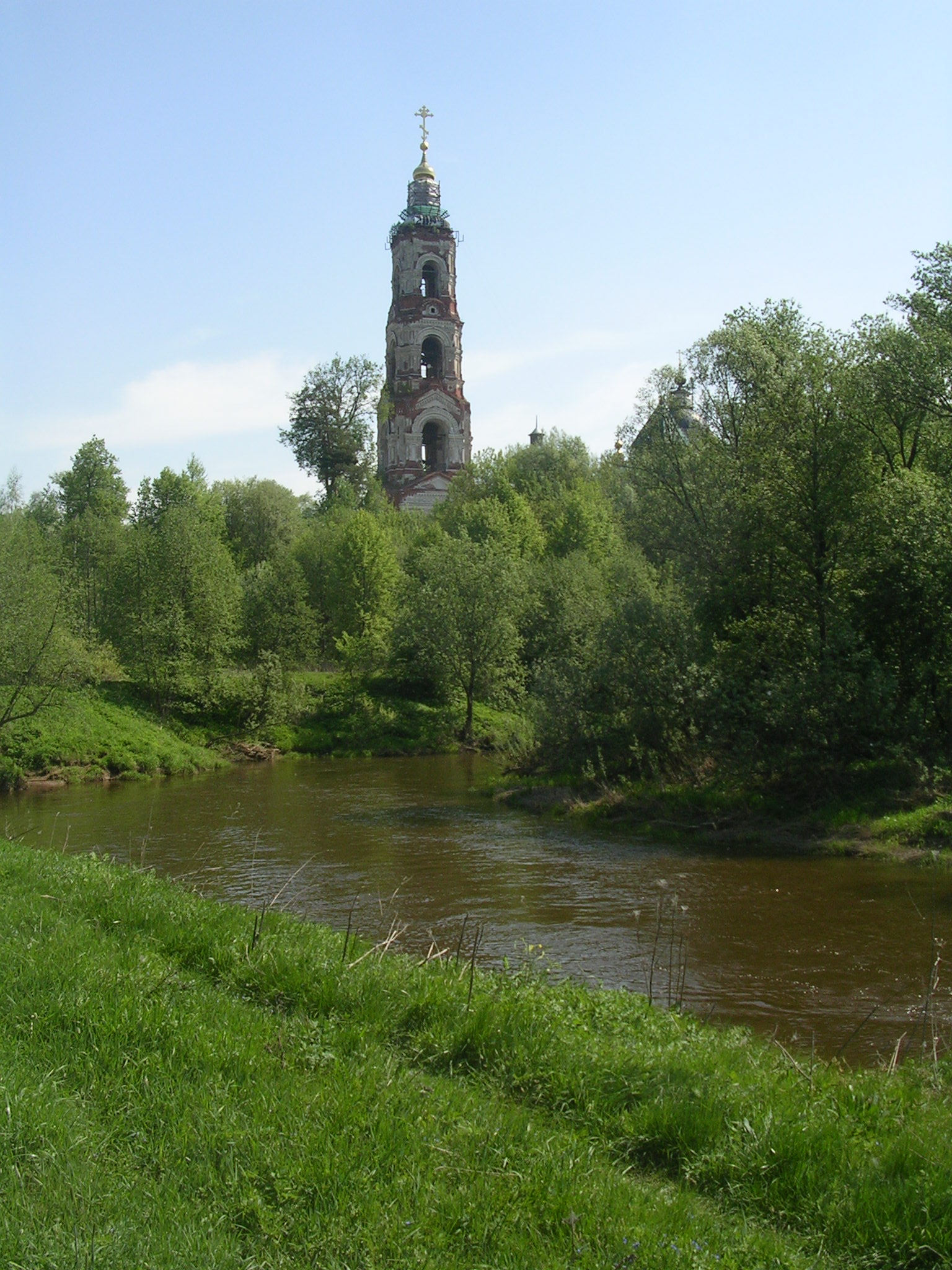
Колокольня монастыря до реставрации с крестом, возвышающимся над рекой Ворей на 120 м.

В 1770 году Николо-Берлюковская пустынь была упразднена, а Николаевский храм объявлен приходской церковью; 15 марта 1779 года обитель была восстановлена как заштатная пустынь по указу Московской Духовной Консистории. Настоятелем возрождённого монастыря назначен иеромонах Иоасаф. В декабре 1779 года, согласно указу Синода, Берлюковская пустынь вошла в число восьми заштатных монастырей Московской епархии. В 1786 году на месте старого Троицкого храма заложен новый; план утверждал лично митрополит Платон, он же освящал новый храм и прислал для него из Москвы книги и утварь.
В 1794 году умер настоятель Иоасаф. Его дело продолжил родной брат — иеромонах Николай. В дальнейшем монастырём управляли иеромонахи из Николо-Пешношского монастыря: Пахомий (с 1806 года), Иоанникий (с 1811), Николай (с 1827).
В 1828 году настоятелем пустыни стал постриженник Соловецкого монастыря иеромонах Антоний; 24 мая 1829 года в монастыре появилась чудотворная икона «Лобзание Христа Спасителя Иудою». Несколько месяцев 1829 года монастырём временно заведовал иеромонах Геннадий. Иеромонах Антоний скончался в конце июня 1829 года. С благословения Филарета, митрополита Московского, новым настоятелем стал иеромонах Венедикт. В 1840 году была построена и освящена надвратная каменная одноглавая церковь во имя святителя Василия Великого. В 1851 году воздвигнута новая каменная двухъярусная колокольня, на которую был водружён большой колокол обители — весом более тысячи пудов. В 1853 году митрополит Филарет освятил каменную одноглавую Всехсвятскую церковь, выстроенную на деньги купца Фёдора Фёдоровича Набилкина из города Фридрихсгам (ныне — Хамина в Финляндии. В 1856 году настоятелем обители стал иеромонах Парфений, после него — иеромонах Иосиф, постриженник Троице-Сергиевой лавры. В ноябре 1865 года игуменом монастыря стал постриженник Соловецкой обители Иона. С 1870 года настоятелем монастыря был иеромонах Нил Сафонов, бывший насельник Николо-Угрешского монастыря. В 1878 году был разобран старый Троицкий храм и заложен новый по проекту архитектора Н. В. Никитина.
В конце XIX века в монастыре сооружено наиболее примечательное здание — колокольня высотой 88 метров, выстроенная за четыре года (22 июня 1895 — 30 июля 1899). Колокольню проектировал московский архитектор Александр Степанович Каминский (верхний ярус колокольни проектировал Василий Михеевич Борин); её венчал огромный крест из красной меди весом тридцать восемь пудов, изготовленный 14 сентября 1899 года мастером Иваном Фёдоровичем Шуваловым. Она была выстроена на средства московских купцов Самойлова и братьев Ляпиных. Освящение колокольни состоялось 11 июня 1900 года. Кроме того, в конце XIX века в монастыре функционировала школа для 30 детей.
В 1902 году пустынь возглавил игумен Тимолай, с 1909 года настоятелем был иеромонах Пётр. В начале мая 1895 года Николо-Берлюковскую пустынь посетил композитор Сергей Танеев. «Удивительно приятно. <…> Покой. <…> Сочинял с большой лёгкостью», — гласит одна из записей, появившихся в этот период в его дневнике.

### Упразднение и возрождение обители
Монастырь упразднили 29 июня 1920 года. Большинство строений бывшей обители передали дому инвалидов; братии некоторое время принадлежали лишь Всехсвятский храм с кельями. Храм Христа Спасителя был превращён в приходской. В феврале 1921 года запрещены крестные ходы с чудотворной иконой «Лобзание Иисуса Христа Иудой». 5 апреля 1922 года в пустыни началось изъятие ценностей; были украдены все серебряные оклады, серебряные напрестольные кресты, оклады богослужебных книг. В 1923 году пустынь возглавил её последний настоятель — игумен Ксенофон. 2 февраля 1930 года в стенах монастыря состоялась последняя Божественная литургия.
В 1930-х годах в келейных корпусах размещались дом инвалидов войны и труда, затем — санаторий для туберкулёзных больных, с 1941 года — госпиталь на 100 мест, с 1945 года — дом инвалидов, с 1961 года — больница № 12, с 1972 года — Московская городская больница № 16 для больных туберкулёзом и психическими заболеваниями. Казанская церковь и монастырское кладбище были полностью уничтожены. В 1991 году режиссёр Карен Шахназаров снимал на территории лечебницы фильм «Цареубийца». В мае 1994 года во время бури с монастырской колокольни ветром сорвало старинный надглавный крест.
Осенью 1992 года при монастырском храме Христа Спасителя была зарегистрирована община. В 2002 году указом митрополита Крутицкого и Коломенского Ювеналия её настоятелем был назначен иеромонах Евмений (Лагутин). 19 декабря 2004 года в подклети храма Христа Спасителя была отслужена первая Божественная литургия. В том же году общине были переданы храм Христа Спасителя, колокольня и территория монастырского сада. Силами общины велись реставрационные работы на территории обители. В августе 2006 года на колокольне монастыря была установлена пятнадцатиметровая позолоченная главка с крестом.
26 декабря 2006 года на заседании Священного синода приход храма Христа Спасителя официально преобразован в мужской Николо-Берлюковский монастырь.

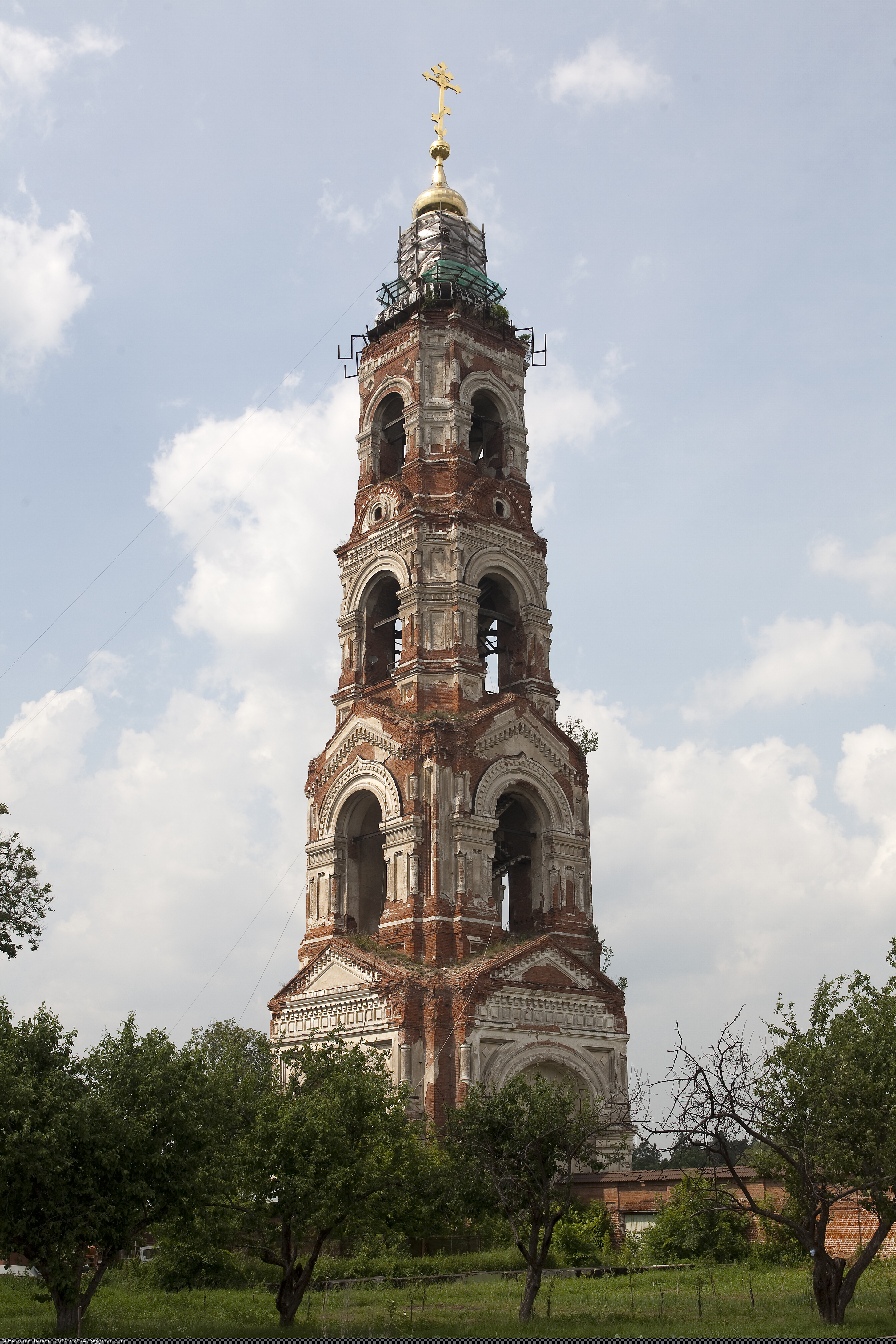
Колокольня монастыря
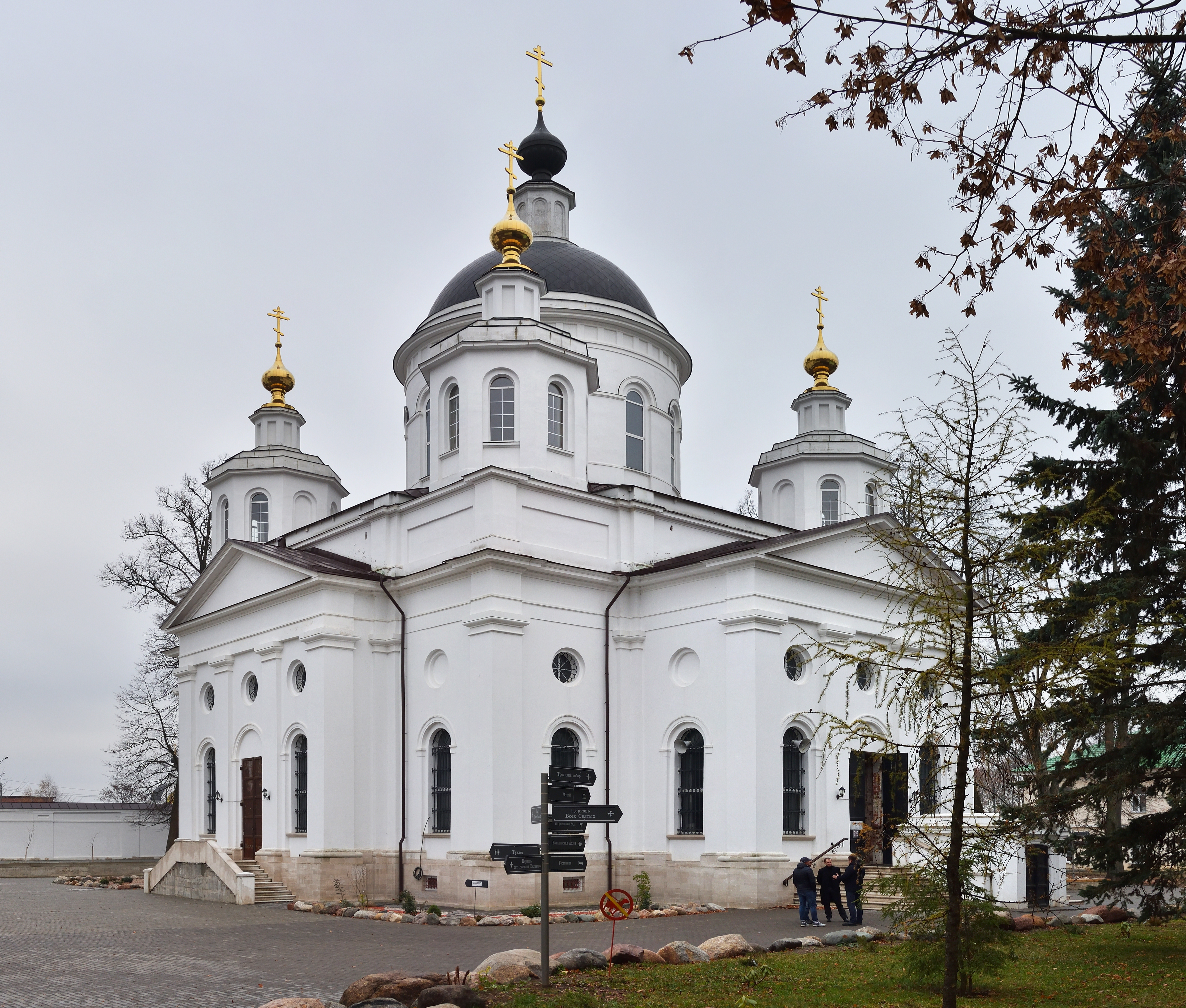
Храм Христа Спасителя
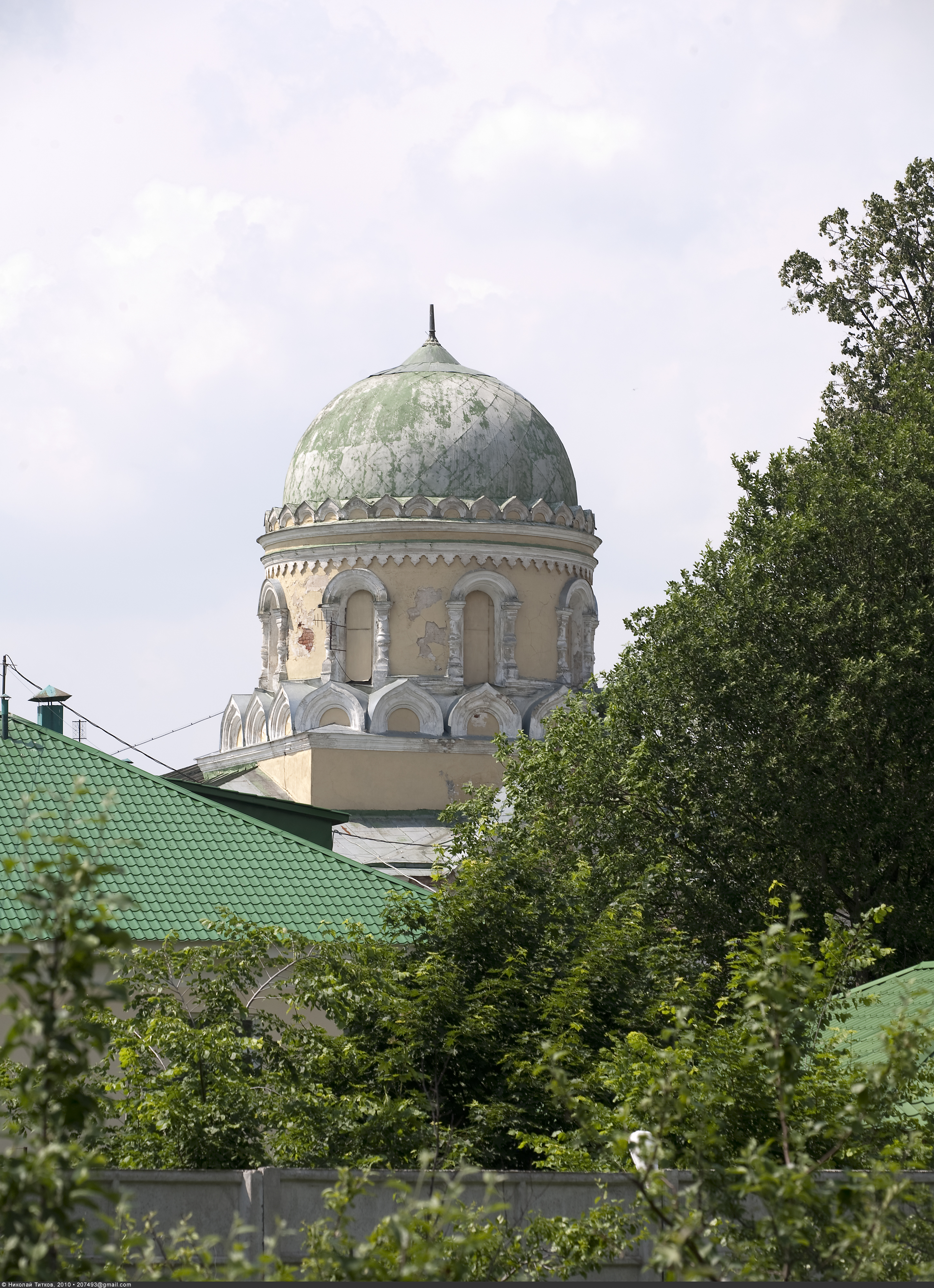
Храм Троицы Живоначальной
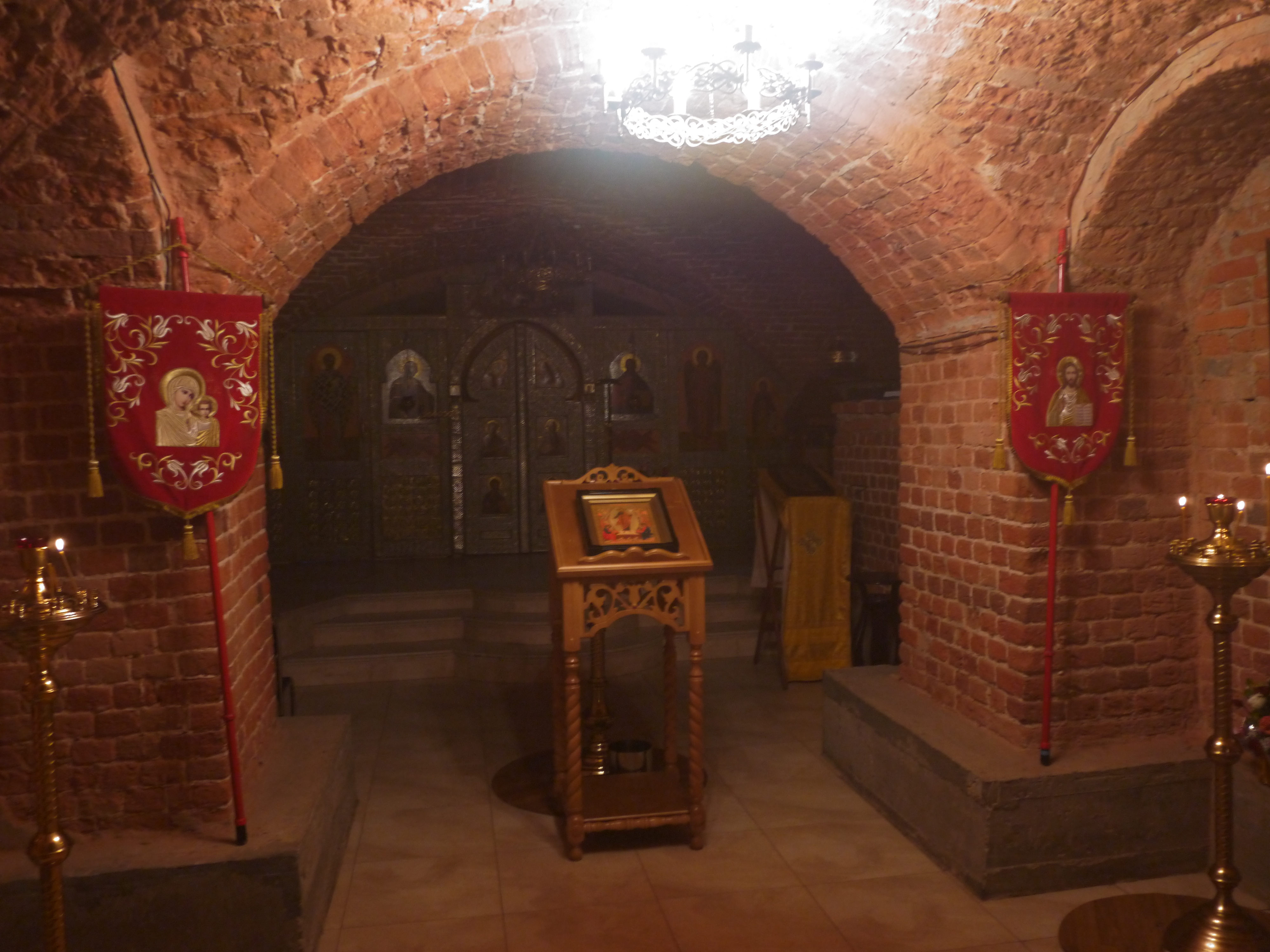
Иконостас в подвале Храма Христа Спасителя
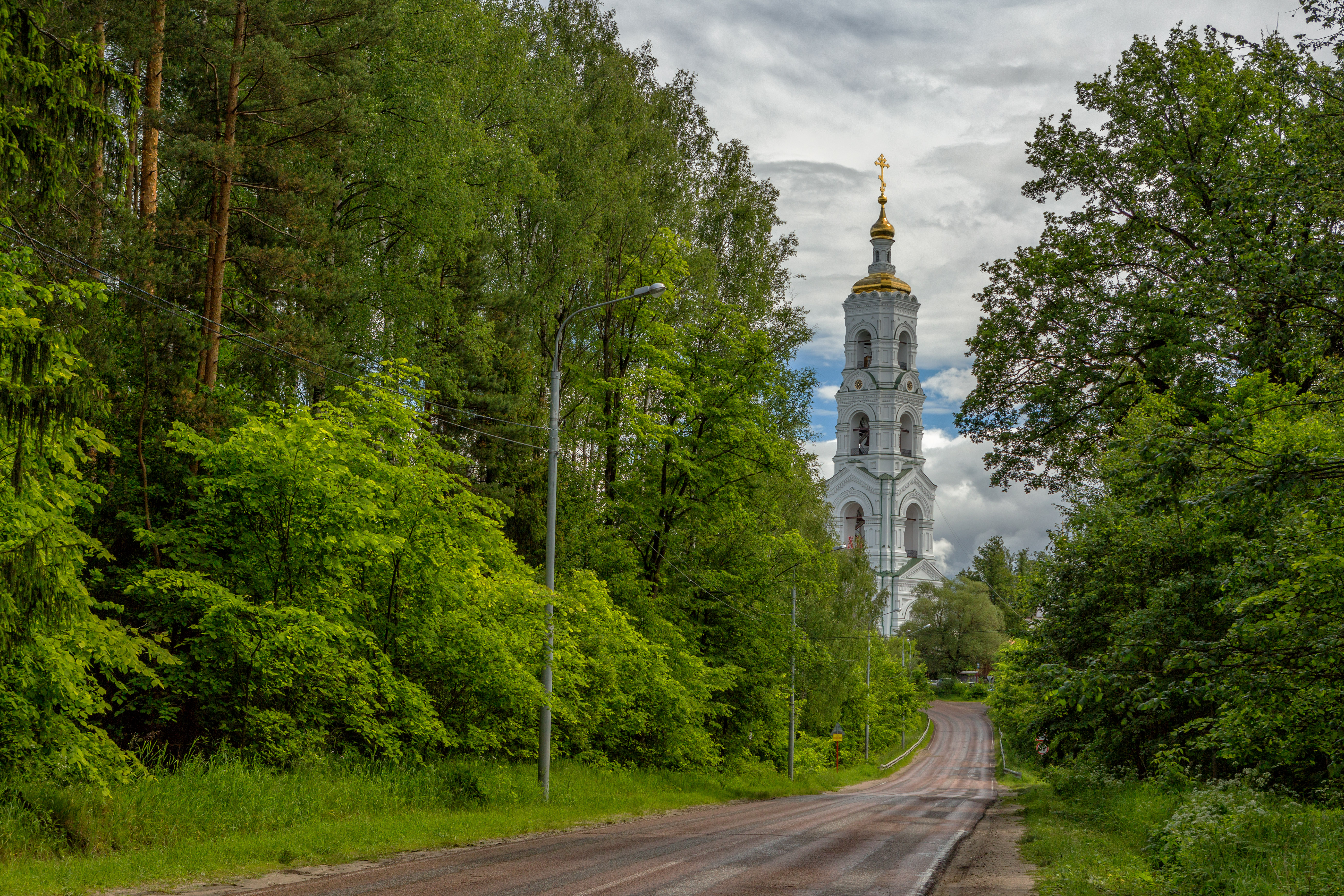
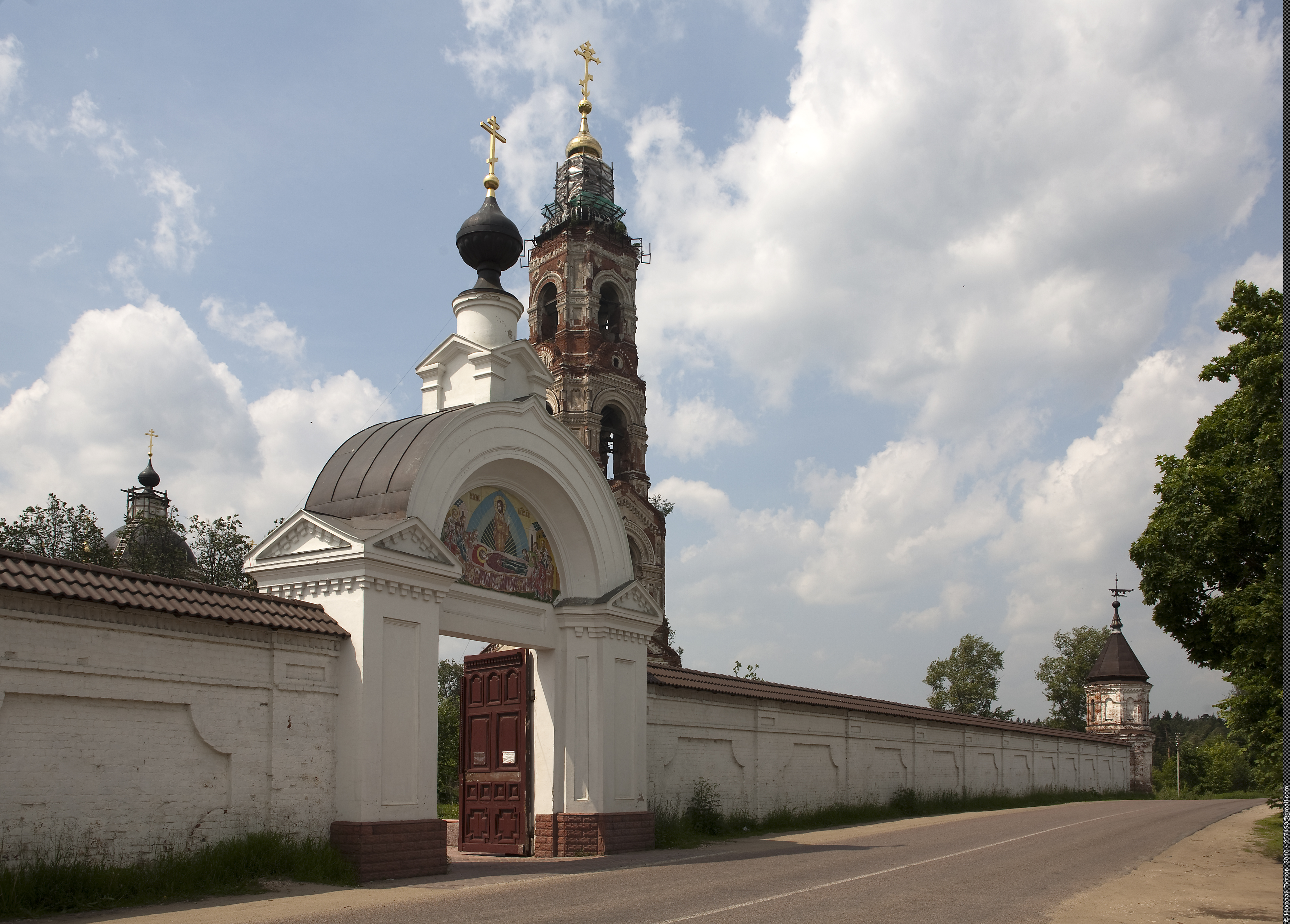
Монастырская стена с воротами